# Wet van Ohm
De wet van Ohm is een empirische natuurkundige wet, genoemd naar de Duitse natuurkundige Georg Ohm, die een relatie legt tussen spanning, weerstand en stroomsterkte.
De wet van Ohm luidt als volgt: 
De stroomsterkte door een geleider is recht evenredig met het potentiaalverschil tussen de uiteinden.
Het quotiënt van spanning en stroomsterkte is dus een constante. Deze constante wordt de weerstand van de geleider genoemd.
In symbolische notatie: 
{\displaystyle U=IR\quad {\text{of}}\quad I={\frac {U}{R}}\quad {\text{of}}\quad R={\frac {U}{I}}}
waarin U de spanning of het potentiaalverschil, I de stroomsterkte en R de weerstand is. De eenheid U wordt uitgedrukt in V (volt), I in A (ampère) en R in Ω (ohm).
De wet van Ohm definieert in feite de materiaaleigenschap elektrisch geleidingsvermogen. De wet geldt voor vele materialen die geleiders worden genoemd. Als zodanig is de wet van Ohm ook anders te formuleren:
{\displaystyle J=\sigma \cdot E}
met J de elektrische stroomdichtheid in A/m2 (ampère per vierkante meter), σ het elektrisch geleidingsvermogen in Ω−1m−1 (siemens per meter) en E de elektrische veldsterkte in V/m (volt per meter)

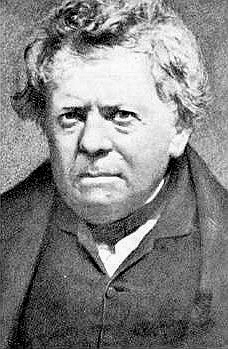
Georg Ohm

Als de spanning niet constant is gaat de zelfinductie van de geleider een rol spelen, zie ook impedantie.

## Bewegende geleider
In een met snelheid {\displaystyle v} bewegende geleider bepaalt niet alleen {\displaystyle E} maar ook het magnetische veld {\displaystyle B} de stroomdichtheid
{\displaystyle J=\sigma (E+v\times B)}
De term {\displaystyle v\times B} is de geïnduceerde spanning tgv. de lorentzkracht op de ladingsdragers.
Deze formule geldt ook in het met de geleider meebewegende coördinatenstelsel:
{\displaystyle J'=\sigma (E'+v'\times B')}
Weliswaar is daarin de snelheid {\displaystyle v'=0} dus {\displaystyle J'=\sigma E'}, maar doordat de velden {\displaystyle E} en {\displaystyle B} niet absoluut, maar relatief zijn, dat wil zeggen afhankelijk van het coördinatenstelsel, volgt uit de lorentztransformatie
{\displaystyle E'=E+v\times B}

## Ohms en niet-ohms
Niet alle geleiders voldoen aan de wet van Ohm. Bij een diode of transistor, maar ook bij een gasontlading (bij hoge spanning) is de stroomsterkte van andere factoren afhankelijk. Dergelijke niet-ohmse geleiders hebben wel een weerstand (R = U/I) maar die is afhankelijk van de spanning.
De weerstand van een geleider is afhankelijk van de temperatuur, in de meeste materialen neemt de weerstand toe (het elektrisch geleidingsvermogen neemt af) bij toenemende temperatuur. Omdat een elektrische stroom warmte opwekt is een dunne geleider (bijv. een gloeidraad) niet ohms tenzij de temperatuur voldoende constant wordt gehouden (dat is het geval bij een keramische weerstand).
Isolatoren en halfgeleiders vertonen op zich ohms gedrag maar de contacten met deze materialen doen dat niet altijd. Zo is het contactvlak tussen een p-type en een n-type halfgeleider niet ohms, maar heeft het gelijkrichtende eigenschappen. Het laat stroom maar in één richting door.
In het geval van supergeleiders is er althans voor stromen van beperkte grootte geen weerstand. Hier is dus de weerstand nul.

## Oorzaken
Ohms gedrag ontstaat in feite door wrijving, dat wil zeggen door botsingen van de ladingsdragers met ofwel andere ladingsdragers, ofwel fononen (roostertrillingen) ofwel onzuiverheden in het geleidend materiaal. Het elektrische veld dat de stroom op gang brengt, oefent een kracht uit die de ladingsdragers versnelt. Deze versnelling wordt echter in toenemende mate tegengewerkt door de wrijving, net zo lang tot er een evenwicht ontstaat. Het resultaat is een constante stroom.
Bij metalen is er een overvloed aan ladingdragers, de Fermi-zee. Bij toenemende temperatuur neemt het aantal fononen toe en daarmee ook de weerstand.
Bij halfgeleiders neemt juist de geleiding toe bij hogere temperatuur. In deze materialen zijn er relatief weinig ladingsdragers, maar bij hogere temperaturen komen er meer bij. Dit komt doordat de thermische energie het mogelijk maakt elektronen vanuit de volle valentieband naar de lege geleidingsband te promoveren. Dit effect overschaduwt het fononeffect. Vaak geldt hetzelfde voor de aanwezigheid van licht. Ook dat kan tot promotie leiden en daarmee tot een verlaging van de weerstand omdat er meer ladingsdragers bij komen.

## Hydraulische analogie
Voor grondwaterstroming is de wet van Darcy het hydraulische analogon van de wet van Ohm.
De begrippen ‘stroom’ (ampère), ‘spanning’ (volt), ‘lading’ (coulomb), ‘weerstand’ (ohm) en ‘vermogen’ (watt) zijn voor te stellen in een hydraulische analogie als een beekje waardoor water stroomt. Een beek met weinig water heeft een lage lading (coulomb), met veel water heeft het een hoge lading. De stroom (ampère) is het debiet, het aantal liters water dat per seconde een bepaald punt van het beekje passeert.
De spanning (volt) is hoe groot het hoogteverschil is. Een bergbeek of een watertoren waar het water van een flinke hoogte naar beneden komt, heeft een hoge spanning (waterdruk), een beekje in de polder dat rustig voortkabbelt heeft een lage spanning. Vermogen (watt) geeft aan hoeveel werk het water kan verzetten. Een etensbord schoonspoelen, gaat sneller en beter in een snelstromende bergbeek dan in een trage polderbeek. Dus hoge spanning geeft meer vermogen.
Maar ook de hoeveelheid water maakt uit. Een polderbeek met weinig spanning (volt), maar wel veel stroom (ampère) maakt de afwas schoner dan een polderbeek met weinig stroom. Ten slotte maakt het ook uit hoeveel obstakels in het water liggen: een beek vol rotsen, oude fietsen en takken heeft door die hoge weerstand (ohm) weinig stroom (ampère). Als de beek wordt schoongemaakt, zal de stroom (ampère) omhoog gaan. Als het water te snel wegstroomt en de planten droog komen te staan kan door wat weerstand (ohm) zoals bakstenen of takken toe te voegen, de stroom (ampère) geregeld worden.